# Corina Monica Ciorbă
Corina Monica Ciorbă, meglio conosciuta solo come Corina (Satu Mare, 26 gennaio 1980), è una cantante pop, dance ed R&B romena.

## Biografia
Ha debuttato nel 2004 con l'album "Noi Doi", prodotto da Marius Moga e Smiley. Il singolo principale dell'album ("Noi Doi") ha raggiunto il quarto posto nella Top 100 romena ed è tuttora uno dei singoli di maggior successo dell'artista.
Il secondo album, "tot posto Imi", è stato lanciato il 1 ° gennaio 2005. Questo contiene due singoli, i quali hanno raggiunto rispettivamente la decima e la quinta posizione nella medesima classifica.
Il terzo album, intitolato "Face Off" rappresenta un cambiamento significativo nel modo di cantare dell'artista poiché include i generi dancehall, reggae, R & B, drum'n bass, hip hop, house e influenze electro, nonostante rimanga un album un pop / dance. Successi di questo album sono stati "Quieres una aventura" and "Overdrive". Il quarto album, "Gimme Your Love" è uscito nel luglio 2008 e ha ricevuto buone critiche dalla rivista "Bravo". Il disco è stato prodotto e registrato in Germania, in uno studio di base di Amburgo, sotto la supervisione di Toni Cottura.
Nel 2010 Corina ha registrato una versione demo di una canzone dal titolo "No Time for Sleepin'" per il gruppo tedesco vincitore "LaVive". Le ragazze lo pubblicarono come il loro singolo di debutto, ma divenne un flop enorme sul "Singles Chart" tedesco. Nel 2011 Corina ha deciso di riproporre il brano antecedentemente scritto per i "LaVive" cantato da lei, una decisione vincente: il brano (reintitolato No Sleepin) si è rivelato uno straordinario successo raggiungendo l'ottava posizione nella Top 100.